# Portage Lake
Portage Lake est une ville située dans l’État américain du Maine, dans le comté d’Aroostook. 

## Géographie
|  |                   |         |
|  | Portage Lake      | Perham  |
|  | Nashville (Maine) | Ashland |